# 道の駅飛騨古川いぶし
道の駅飛騨古川いぶし（みちのえき ひだふるかわいぶし）は、岐阜県飛騨市にかつて存在した岐阜県道90号古川清見線の道の駅である。

## 概要
道の駅に登録された時点では吉城郡古川町だったが開駅したのは飛騨市に合併後となった。

## 歴史
- 2003年（平成15年）8月8日：道の駅第19回登録において、「道の駅飛騨古川いぶし」として登録。
- 2004年（平成16年）4月11日：開駅[1][2]。
- 2023年（令和5年）11月1日：中部縦貫自動車道の延伸や人手不足を理由に休業[5][6]。市管理のトイレは使用可能。
- 2024年（令和6年）
  - 10月：運営していた任意団体が解散[6]。
  - 12月：建物を所有する畔畑区から市に廃棄の打診が行なわれる。
- 2025年（令和7年）
  - 2月14日：経営難などを理由に廃業。登録取り消しとなれば、全国の道の駅で5例目[注釈 1]で、中部地方では初めてとなる[2]。
  - 6月13日：「第63回道の駅登録」の際に登録抹消[4]。

## 施設
岐阜県道90号古川清見線（飛騨卯の花街道）が2002年（平成14年）に開通したのに合わせ、「ドライブインいぶし」が開設。道の駅登録に伴い、「ドライブインいぶし」に観光案内所や物産館などを新設して開駅した。
- 駐車場
  - 普通車：24台[3]
  - 大型車：2台[3]
  - 身障者用 : 2台[3]
- トイレ（いずれも24時間利用可能）
  - 男：大 1器、小 3器
  - 女：3器
  - 身障者用：1器
- 特産品販売所（9:00 - 17:00）[3]
- レストラン（9:00 - 15:00、1月から3月は10:00 - 14:00）[3]
- いぶし銀命水[3] - 地下天然水

## 休館日
- 毎週水曜日（祝日の場合は翌日）[3]
- 年末年始[3]

## アクセス
- 岐阜県道90号古川清見線（飛騨卯の花街道）[1] - 登録路線
  - 岐阜県道479号古川宇津江四十八滝国府線
- JR東海高山本線 飛騨古川駅より約15分。

## 周辺
- 飛騨古川まつり会館